# Heline Eweni
Heline Babiene Eweni (née en 1996) est une militante et philanthrope camerounaise qui aide les femmes, les enfants vulnérables et les personnes handicapées. 

## Activités
Eweni organise des programmes de développement des compétences pour les handicapés physiques de son pays,. Son zèle pour l'autonomisation des jeunes a permis à plusieurs jeunes de bénéficier de ses initiatives d'acquisition de compétences, ce qui les a rendus autonomes et dépendants. Helena dirige la plus grande campagne médicale de son pays, le Cameroun. Heline a également organisé huit campagnes de retour à l'école qui ont un impact considérable sur plus de 600 jeunes. Elle a notamment accordé des bourses d'études à plus de 500 étudiants au Cameroun. 
Sa philanthropie se distingue par son soutien aux personnes déplacées par la crise anglophone au Cameroun. Eweni devient orpheline lorsqu'elle perd ses deux parents à un âge tendre. Ses services humanitaires commencent en rendant des services communautaires par le biais d'une initiative de jeunesse exceptionnelle qui se concentre sur les services de nettoyage gratuits dans les communautés. Plus tard, Eweni enregistre l’organisation comme organisme sans but lucratif,.

## Prix
Eweni est nommée lauréate du Future Africa Leaders Award (FALA) 2019 au Nigeria, ainsi qu'un prix en espèces de 25 000 dollars,,. Son travail inspirant lui a valu la reconnaissance spéciale du président de LoveWorld.